# 알락꼬리마도요
알락꼬리마도요는 도요목 도요과의 한 종으로, 한국에서 나그네새이다. 마도요류 중에서도 부리가 길어 갯벌에 깊숙이 숨어 있는 작은 게, 망둥어, 갯지렁이를 잡는다. 몸 색깔은 옅은 갈색이다.